# Rudolf Vrba
Pour les articles homonymes, voir Vrba et Rosenberg.
Rudolf Vrba, né Walter Rosenberg le 11 septembre 1924 à Topoľčany, Slovaquie et mort le 27 mars 2006 à Vancouver, Canada, est un pharmacologue canadien. Il est principalement connu pour son rapport sur le camp d'Auschwitz, rédigé avec son codétenu Alfred Wetzler.
Interné en juin 1942, il est l’un des seuls Juifs à avoir réussi à s’évader du camp le 10 avril 1944, désillusionné par les possibilités de résistance interne après qu’il a été témoin de l'extermination en masse des Juifs de France et de Hollande à Auschwitz-Birkenau. Arrivé avec Alfred Wetzler en Slovaquie, les deux hommes témoignent auprès de dirigeants juifs locaux (Haut Conseil juif) du génocide en cours. Leur compte-rendu détaillé du mode opératoire des nazis à Auschwitz est connu sous le nom de Rapport Vrba-Wetzler. Ce document transmis en Occident en juin 1944 est rendu en partie public fin juin ; il contribue probablement à renforcer le mouvement international de protestation contre la déportation des Juifs de Hongrie. Engagé dans l'armée des partisans tchécoslovaques, en septembre 1944, Rudolf Vrba sera décoré pour sa bravoure.
Après la guerre, Il poursuit une carrière de chercheur en neurochimie et d'enseignant en pharmacologie. En 1963, il publie un livre sur sa détention à Auschwitz (I Cannot Forgive), et témoigne notamment dans le film Shoah de Claude Lanzmann.

## Biographie

### Prisonnier à Auschwitz
Rudolf Vrba naît, sous le nom de Walter Rosenberg, le 11 septembre 1924, à Topoľčany, en Tchécoslovaquie. Son père est propriétaire d’une scierie. Lorsque les lois anti-juives sont instaurées en Tchécoslovaquie, il est exclu, à l’âge de 15 ans, de son lycée, , . Il travaille alors comme ouvrier à Trnava, tout en poursuivant ses études chez lui. Il étudie ainsi l’anglais et le russe. À l'âge de 17 ans, en mars 1942, il décide de rejoindre l’armée tchécoslovaque en Grande-Bretagne, en transitant par la Hongrie et la Yougoslavie, . À Budapest, il rebrousse chemin, et retourne vers la Slovaquie. Il est alors fait prisonnier et emmené au camp slovaque de Nováky. Il réussit à s’en évader mais est à nouveau arrêté, et est interné, le 14 juin 1942, au camp de Majdanek, . De là, il est transféré, avec 400 Juifs slovaques, au camp d’Auschwitz. Il arrive dans le camp le 29 ou le 30 juin 1942, .
D'août 1942 à juin 1943, Rudolf Vrba est obligé de travailler dans l'unité de triage des bagages et des vêtements de victimes déportées. À l’été 1943, il est affecté, comme prisonnier, au poste de secrétaire du camp de mise en quarantaine pour hommes, à Auschwitz-Birkenau, . Ce travail lui permet de collecter plus d'informations sur le génocide en cours, ainsi que sur les plans des nazis. Il observe qu'une nouvelle ligne de chemin de fer est mise en place pour préparer l'arrivée et l'extermination des Juifs de Hongrie. Cette nouvelle donnée l'engage à mettre à exécution son projet d'évasion : « J'avais une raison impérative de le faire. Ce n'était plus seulement pour faire rapport d'un crime, mais pour en éviter un ».

### L'évasion
Les tentatives de s'échapper du camp d'Auschwitz sont relativement peu nombreuses et très risquées. Sur 802 essais d'évasions répertoriés pendant la guerre, seuls 144 ont réussi. Et sur 76 Juifs qui ont essayé de s'enfuir, cinq y sont parvenus. Avec un autre détenu, Alfred Wetzler, il met alors au point un plan d'évasion,. Un nouveau secteur (B III), répondant au nom de Mexico, est alors en construction. Ce secteur est à l'extérieur du périmètre de fils barbelés qui entourent le camp d'Auschwitz-Birkenau, et n'est gardé que de jour, . Vrba et Wetzler utilisent une cachette aménagée par d'autres prisonniers sous une pile de bois. Ils y entreposent des vêtements civils pour la route. Le 7 avril 1944, Rudolf Vrba et Alfred Wetzler se dissimulent dans cet abri,. D'autres prisonniers recouvrent la cavité de planches et répandent sur son pourtour du tabac russe, trempé dans de l'essence, pour tromper le flair des chiens. Lorsque leur disparition est constatée, des centaines de gardes et de chiens sont mobilisés pour les retrouver. Au bout de trois jours, les autorités du camp font cesser les recherches. Le soir du 10 avril 1944, Vrba et Wetzler sortent de leur cachette et s'enfoncent dans la nuit en direction de la Slovaquie. Cela faisait deux ans que Rudolf Vrba était détenu dans le camp, .
Quand ils s'échappent du camp, Vrba et Wetzler ne peuvent compter sur aucune aide préétablie pour faciliter leur fuite, en effet, après la campagne de Pologne, des Volksdeutsche ont remplacé la plupart des Polonais dans la région d'Auschwitz pour prévenir d'éventuelles évasions. Coupés du monde depuis des années, ils sont livrés à eux-mêmes dans la campagne polonaise. Ils reçoivent toutefois le soutien, à plusieurs reprises, de paysans polonais. Le 21 avril 1944, dix jours après leur évasion, ils franchissent la frontière avec la Slovaquie.

### Le Rapport Vrba-Wetzler

#### Rédaction et transmission du rapport
Le 25 avril 1944, Vrba et Wetzler arrivent à Žilina, où ils prennent contact avec les responsables du Conseil juif slovaque. Leur identité est vérifiée grâce aux listes de déportations, établies deux ans auparavant. Ils témoignent de l'extermination en cours. On leur demande alors de mettre par écrit toutes ces informations. Ils sont séparés, et rédigent, chacun de son côté, tout ce qu'ils savent sur les camps de Majdanek et d'Auschwitz-Birkenau. Les deux versions sont ensuite réunies pour former le document connu sous le nom de Rapport Vrba-Wetzler, . Le rapport, écrit en slovaque, est terminé le 27 avril. Il est rapidement traduit en allemand et transmis à Geza Boos, membre dissident du ministère hongrois. Il est ensuite traduit en hongrois, dans la première semaine de mai, et distribué à différents responsables hongrois. Mais début mai 1944, la déportation et l'extermination des Juifs de Hongrie a déjà commencé. En lançant l'alerte, Vrba espérait que les Juifs de Hongrie, connaissant le sort qui les attendaient, se révolteraient et échapperaient, en partie, à la déportation et à la mort dans les camps. Cette question restera par la suite controversée, Vrba estimant que les Juifs hongrois n'avaient pas été avertis assez rapidement par leurs responsables, .
Après avoir recueilli les témoignages des deux évadés, les leaders du Conseil juif demandent à Vrba et Wetzler de se réfugier dans les Tatras, chaîne de montagne à la frontière de la Pologne et de la Slovaquie. Ils se rendent, sous une fausse identité, à Liptovsky Svaty Mikulas. Le 27 mai, deux autres Juifs, Czeslaw Mordowicz et Arnost Rosin, s'enfuient à leur tour d'Auschwitz. Arrivés le 6 juin à Bratislava, ils confirment au Conseil juif que l'extermination des Juifs de Hongrie a commencé à Auschwitz-Birkenau fin avril et s'est fortement accentuée à partir de la mi-mai avec l'arrivée en masse des déportés, .
Le Rapport Vrba-Wetzler arrive en Suisse vers le 10 juin et est remis à Jaromir Kopecki, représentant du gouvernement tchécoslovaque en exil. Il est enfin adressé à John W. Pehle, directeur exécutif du War Refugee Board, qui le reçoit le 16 juin 1944.
Vers la mi-juin, une rencontre entre Rudolf Vrba, Czeslaw Mordowicz et Mgr Mario Martilotti, représentant de la nonciature apostolique en Suisse, est organisée dans un monastère à 30 km de Bratislava. Mgr Mario Martilotti lit le rapport sur Auschwitz. Les deux évadés insistent sur l'importance, pour les nazis, du secret dans le processus d'extermination. Ils demandent donc que leur témoignage soit largement rendu public et que l'Église catholique en Hongrie apporte, autant que possible, aide et assistance aux Juifs, .

#### Importance du rapport
Ce témoignage sur les camps n'est pas le premier à parvenir aux alliés, . D'autres documents, dont les Rapports Karski, rédigés par le résistant polonais Jan Karski, sur le Ghetto de Varsovie, les camps de Rawa Ruska, Majdanek, Treblinka et Auschwitz-Birkenau étaient déjà connus du gouvernement américain.
Un rapport sur Auschwitz, rédigé en août 1943 par Witold Pilecki, capitaine de l'armée polonaise infiltré volontaire à Auschwitz durant 947 jours, de septembre 1940 à avril 1943, était ainsi arrivé, en janvier 1944, au quartier général de l'état-major polonais à Londres. Traduit en anglais, il fut remis à un attaché militaire américain le 13 mars 1944, et au siège de l'Office of Strategic Services à Washington vers le 10 avril 1944.
Le Rapport Vrba-Wetzler est également rédigé par des témoins oculaires directs. Il est plutôt cohérent, détaillé, contient des données chiffrées et des descriptions précises sur le camp et sur le processus d'extermination. Il donne ainsi corps et poids à toutes les informations déjà transmises sur le génocide en cours,.

#### Interventions envisagées
En mai-juin 1944, des dirigeants juifs, alertés par le Rapport Vrba-Wetzler et le début de la déportation des Juifs de Hongrie, demandent aux alliés d'intervenir militairement pour arrêter le processus d'extermination. La question du sauvetage des Juifs est étudiée par les gouvernements américain et britannique, mais ne sera pas suivie d'actions ciblées. Les Alliés mettent tous les moyens dont ils disposent dans la poursuite de la guerre, la libération des camps étant une des conséquences de la victoire. Les historiens restent partagés sur l'efficacité réelle des actions envisagées, comme le bombardement d'Auschwitz ou des voies ferrées menant aux camps, pour freiner le génocide en Europe Centrale et de l'Est, , ,.

#### Influence sur la déportation des Juifs hongrois
Des extraits du rapport sont diffusés par la BBC le 15 juin. À partir du 20 juin, le New York Times publie les témoignages sur l'existence de chambres à gaz dans le camp d'Auzchwitz-Birkenau. Fin juin, la presse suisse publie des parties du rapport. Plusieurs dirigeants, dont Franklin Delano Roosevelt, Pie XII, Gustave V de Suède, le gouvernement suisse, les responsables de la Croix-Rouge demandent à l'amiral Miklós Horthy, régent du royaume de Hongrie, de stopper les déportations,, .
Le 26 juin, Richard Lichtheim, représentant de l’Agence juive à Genève, envoie un télégramme à Londres. Celui-ci reprend les informations données par les quatre évadés d'Auschwitz (Vrba, Wetzler, Mordowicz et Rosin) et fait des propositions pour arrêter les déportations. Parmi celles-ci, des bombardements sur les bâtiments de Budapest où collaborent les Allemands et les Hongrois. Richard Lichtheim suggère aussi d'avertir le gouvernement hongrois qu'il sera tenu pour responsable de la déportation des Juifs. Le télégramme est intercepté par les services de renseignement hongrois et transmis à Miklós Horthy. Le 3 juillet, Budapest est bombardé par les Américains, sans que cette opération soit en relation avec le télégramme de Richard Lichtheim. Toutefois, le 6 juillet, Miklós Horthy suspend les déportations des Juifs de Hongrie, l'ordre étant appliqué quelques jours plus tard, . En deux mois, entre début mai et début juillet 1944, plus de 437 000 Juifs hongrois ont été acheminés vers les camps pour y être tués, , .
Les facteurs ayant pu motiver la décision de Miklós Horthy sont multiples : les protestations des leaders politiques et religieux, le télégramme de Richard Lichtheim évoquant le rapport précis des évadés et des mesures de rétorsion envers les dirigeants hongrois, les articles de presse dénonçant l'extermination en cours, les pressions de responsables religieux et politiques en Hongrie, le bombardement de Budapest début juillet, l'avancée de l'armée rouge. Le Rapport Vrba-Wetzler, en contribuant au mouvement de protestation, a donc probablement permis de sauver des milliers de Juifs. Des milliers de mises à mort auront cependant encore lieu les mois suivants. Et l'extermination reprendra avec force avec l'arrivée au pouvoir, le 15 octobre, du mouvement fasciste hongrois des Croix fléchées.

### Fin de la guerre et carrière universitaire
En septembre 1944, Rudolf Vrba s'engage dans l'armée des partisans tchécoslovaques, dans les montagnes de Slovaquie. Il est rejoint, six mois plus tard, par Wetzler. Vrba combat les Allemands dans l'unité commandée par Milan Uher. Il sera décoré de l’Ordre de l’Insurrection nationale slovaque, de la Médaille tchécoslovaque de la Bravoure, et de l’Ordre du Mérite des combattants. Après la libération de la Tchécoslovaquie, son nom de guerre, Rudolf Vrba, deviendra son patronyme officiel.
Il entame ensuite des études à Prague où il obtient un diplôme d'ingénieur chimiste en 1949. Il termine un doctorat en 1951. Les années suivantes, il exécute des travaux de recherche dans sa spécialité, la biochimie. Il est diplômé, en 1956, de l'Académie tchécoslovaque des sciences. De 1958 à 1960, il travaille comme biochimiste au ministère israélien de l'agriculture. Il se rend à Londres pour y être, de 1960 à 1967, chercheur au British Medical Research Council. Il y obtient la nationalité britannique.
En 1963, Vrba publie ses mémoires dans un livre intitulé I Cannot Forgive. De 1967 à 1973, il est nommé au Conseil de recherches médicales du Canada. Il acquiert la nationalité canadienne en 1972. Il travaille également pendant deux ans, de 1973 à 1975, aux États-Unis, à la Harvard Medical School. Par la suite, il enseigne la pharmacologie à la Faculté de médecine de l'Université de la Colombie-Britannique de Vancouver, au Canada.
Durant sa carrière, il publie une cinquantaine de travaux de recherches sur la chimie du cerveau, le diabète et le cancer. Il est aussi l'auteur de plusieurs études sur le génocide commis par les nazis, vu sous différents angles : l'économie, la médecine et la stratégie militaire allemande. En 1998, l'université de Haïfa lui confère le titre de docteur honoris causa en philosophie.
Rudolf Vrba est également un des témoins-clé de plusieurs films documentaires, dont Shoah (1985), du cinéaste français Claude Lanzmann.
Il meurt d'un cancer, à l'âge de 81 ans, le 27 mars 2006, à Vancouver.

## Articles de Rudolf Vrba sur la Shoah
- (en) Footnote to the Auzchwitz Report, Jewish Currents, New York, v20, n° 3, p. 22-28, 1966.
- (en) Avec Roger Manwell : The Camp, an inside View, in History of the Second World War, vol. 5, p. 2148-2156, éd. Sir Basil Liddel, Hart, Purnell and Sons, Londres, 1968.
- (en) The Role of Holocaust in German Economic and Military Strategy during 1941-1945 in Remembering for the Future, International Scholars Conference, Oxford, v.2, p. 2263-2273, éd. Pergamon Press, Oxford, 1988.
- (en) Personal Memories of Actions of SS-Doctors of Medicine in Auschwitz I and Auschwitz II (Birkenau) in Medical Science without Compassion, Past and Present, éd. Charles Roland et al., Arbeitspapiere-Atti-Proceedings, no  11, Hamburger Stiftung für Sozialgeschichte des 20. Jahrhunderts, Hambourg, 1992.
- (nl) SS-artsen in Auzchwitz, in Nexus, n° 6, p. 20-37, Tilburg, Pays-Bas, 1993.
- (de) Die Missachtete Warnung — Betrachtungen über den Auschwitz-Bericht 1944, in Vierteljahrshefte für Zeitgeschichte, vol. 44, Heft 1, 1996, pp. 1–24.
- (en) The Preparations For The Holocaust In Hungary : An Eyewitness Account in Nazis Last Victims : The Holocaust in Hungary, pp. 55–102. Édité par Randolph L. Braham avec Scott Miller. Wayne State University Press, Détroit, 1998. Aussi publié dans The Holocaust in Hungary — Fifty years later, pp. 227–285. Édité par Randolph L. Braham et Attila Pok, Columbia University Press, New York, 1997.
- (de) Vergebliche Warnung, Bericht ueber eine Flucht aus Auschwitz, in Die Erfahrung des Exils — Exemplarische Reflexionen, p. 104-124, éd. Wolfgang Benz et Marion Neiss, Metropol, Berlin, 1997.
- (en) « Science and the Holocaust », Focus, Université de Haïfa ; discours de Rudolf Vrba lors de la réception du titre de docteur honoris causa de l'Université de Haïfa, 1998[2].

## Participation à des documentaires sur la Shoah
- Die Advocaten des Feindes, de Werner Rings, 1966, Télévision Suisse, Zurich, 240 min.
- Genocide (n° 20 de la série The World at War) - en:Genocide (The World at War episode) -, de Jeremy Isaacs, BBC, Londres, 1973, 60 min.
- Auschwitz and the Allies, de Rex Bloomstein, BBC, 1982, 120 min.
- Survival, de N. Downie, BBC, Londres, 1984, 60 min.
- Shoah, Claude Lanzmann, Paris, 1985, 9 h 30  France 3 diffuse le film « Shoah » en avril 2015, cela dure 9 h.
- Witness to Auschwitz (dans la série Men alive), de Robin Taylor, Canadian Broadcasting Corporation, Toronto, 1990, 30 min[2].